# Mistrzostwa Wspólnoty Narodów w boksie 2005
Mistrzostwa Wspólnoty Narodów w boksie 2005 − 4. edycja mistrzostw Wspólnoty Narodów w boksie. Rywalizacja miała miejsce w Glasgow. Zawodnicy rywalizowali w 11 kategoriach wagowych. Zawody trwały od 15 do 20 sierpnia.

## Medaliści
| Kategoria wagowa              | Złoto           | Srebro            | Brąz                               |
| Waga papierowa (-48 kg)       | Mo Nasir        | Balbir Singh      | Paddy Barnes Harsha Kumar          |
| Waga musza (-51 kg)           | Lechedzani Luza | Arun Singh        | Carl Frampton Jackson Chauke       |
| Waga kogucia (-54 kg)         | Akhil Kumar     | Bongani Mahlangu  | Mmoloki Nogeng James Ancliff       |
| Waga piórkowa (-57 kg)        | Andras Lakra    | Stephen Smith     | Jason Hastie Kamal Sammeera        |
| Waga lekka (-60 kg)           | Frankie Gavin   | Thanduxolo Dyani  | Jal Bhagwan Thato Batashegi        |
| Waga lekkopółśrednia (-64 kg) | Som Bahadur Pun | Herbert Nkabiti   | Mark Hastie Nathan Brough          |
| Waga półśrednia (-69 kg)      | Bongani Mwelase | Mahimal Viljender | Kris Carslaw Joseph Blackbourne    |
| Waga średnia (-75 kg)         | James DeGale    | Eamonn O’Kane     | Craig McEwen Parvinder Singh       |
| Waga półciężka (-81 kg)       | Shawn Cox       | Tony Jeffries     | Tshepang Mohale Soulan Pownceby    |
| Waga ciężka (-91 kg)          | David Dolan     | Stephen Simmons   | Anderson Emmanuel Cahill McMonagle |
| Waga superciężka (+91 kg)     | Jitender Singh  | Greg Weenink      |                                    |